# Saint-Parize-en-Viry
Saint-Parize-en-Viry é uma comuna francesa na região administrativa de Borgonha-Franco-Condado, no departamento Nièvre. Estende-se por uma área de 15,08 km². Em 2010 a comuna tinha 151 habitantes (densidade: 10 hab./km²).